# Archivo General de Centro América
El Archivo General de Centro América (AGCA) es una dependencia del Ministerio de Cultura y Deportes de Guatemala, encargada de custodiar, conservar, proteger y archivar documentos referentes al gobierno, asuntos oficiales, comerciales y eclesiásticos comprendidos desde 1537 y 1985. Actualmente posee 27382 registros de legajos cargados en el sistema, distribuidos en 42 fondos documentales, que son constantemente consultados por estudiantes, historiadores, investigadores sociales y de otras disciplinas.
Su sede se encuentra en la Ciudad de Guatemala y aunque actualmente no recibe ya más documentos, debido a la saturación de su edificio, es reconocida como una de las instituciones archivísticas de mayor importancia de la región, sobre todo porque contiene un rico legado de cédulas reales y disposiciones de la Capitanía General de Guatemala, muchas de las cuales solo tienen otra copia en el Archivo General de Indias, en Sevilla España.

## Historia
El origen de este fondo documental se remonta al 20 de octubre de 1846, cuando el gobierno era presidido temporalmente por el militar conservador general Vicente Cruz. En primera instancia fue creado bajo el nombre de Archivo General de Gobierno, con el objetivo de reunir toda la información que databa de la época colonial, incluyendo valiosos documentos de cronistas, así como ordenanzas de gobierno, registros notariales y cédulas reales.
Su primera sede fue una de las salas del Palacio Real de la Nueva Guatemala de la Asunción, pero con el paso de las décadas, se fueron almacenando registros de varios gobiernos sin ningún control ni orden archivístico.
En abril de 1884, durante el gobierno del general Justo Rufino Barrios se anuncia que el Archivo General del Gobierno se traslada al salón que ocupaba la Sociedad de Artesanos, situado al oeste de la Casa de la Moneda, en la 4.ª avenida norte y 6.ª calle poniente, lugar en el que permaneció hasta 1956 cuando fue trasladado a su actual edificio, cuya construcción comenzó en 1948 y que fuera inaugurado el 15 de septiembre de 1956. El inmueble fue diseñado por Rafael Pérez de León y Enrique Riera.
En 1968 se le cambia el nombre por el actual de Archivo General de Centro América, por recomendación de varios directores de archivos del Istmo, pese a que después del final de la Federación Centroamericana, en 1838, había muy pocos documentos del resto de países de la otrora Capitanía.
La actual organización del acervo del Archivo fue obra del Profesor José Joaquín Pardo, editor del Boletín del Archivo General del Gobierno, publicación trimestral que, durante el gobierno de Ubico, divulgó valiosos documentos originales, entre ellos muchos relacionados con la Independencia. Pardo contó, desde antes del traslado de 1957 con la colaboración del historiador Pedro Pérez Valenzuela, responsable de haber localizado, en 1933, entre los miles de papeles amontonados en la Casa de la Moneda el original del Acta de la Independencia de Guatemala, que se consideraba perdida.
El AGCA comparte el edificio con otros dos centros de acopio de información: la Biblioteca Nacional de Guatemala Luis Cardoza y Aragón y la Hemeroteca Nacional Clemente Marroquín Rojas.

## Acervo del AGCA
Los documentos existentes están clasificados en dos grandes secciones: Colonial e Independiente. La primera se subdivide en Superior gobierno, Capitanía General, Real Hacienda y Asuntos Eclesiásticos.
El área independiente se divide en:
- Antecedentes,
- Movimientos revolucionarios,
- Proclamación de la Independencia,
- Anexión a México e
- Independencia Absoluta.

De acuerdo a la ley de 1968 “se consideran documentos históricos” y por lo tanto susceptibles de ser guardados en el Archivo General de Centro América:
- Los expedidos por autoridades civiles, militares, religiosas o municipales, ya sean originales, copias, borradores, fotocopias, con firma o sin ella, que sean de interés público.
- Los sellos, memorias, registros y libros que comprendan las actividades de las oficinas públicas que hayan pertenecido al Estado y cuya antigüedad sea mayor de 50 años.
- Los mapas, planos topográficos y cartas geográficas terrestres, marítimas y aéreas, totales o parciales del territorio de la República, cuya antigüedad sea mayor de 50 años.
- Las publicaciones periódicas, pergaminos, diplomas, memorias, cartas privadas, auto-biografías y correspondencia que puedan contribuir al esclarecimiento de la historia nacional y centroamericana.
- Las fotografías, dibujos, pinturas, códices, grabados e impresos que se relacionen con importantes acontecimientos históricos nacionales y centroamericanos con aspectos peculiares del Istmo o que describan a personalidades de Centroamérica.
- Los impresos que deben conservarse para el conocimiento de la historia centroamericana;
- Los que procedan del exterior y que se relacionen con la historia de América.

Sin embargo desde 1999, por saturación de espacio, este es solamente un archivo histórico y ya no sigue recibiendo más documentación.

## Distribución física en el edificio
En los primeros pisos se encuentran protocolos de la época colonial y expedientes de las provincias que formaban la Capitanía General de Guatemala.
En el cuarto piso existe papelería de entre 1952 y 1959 del Ministerio de Trabajo, creada durante el gobierno de Juan José Arévalo. El quinto piso se guarda correspondencia de la jefatura política de Sacatepéquez, de 1822 a 1946. En éste también permanecen expedientes del Departamento de Asuntos Alemanes, de 1939, y las expropiaciones a ciudadanos de ese país.
En el séptimo piso se guardan documentos de tribunales de justicia hasta 1968. En el octavo piso, algunos del Decreto 900, que pertenecían al Departamento Agrario Nacional y que tratan sobre la reforma agraria y que fueron resguardados por el Instituto Nacional de Transformación Agraria (Inta) hasta que la institución desapareció. En unos anaqueles cercanos permanecen documentos del Comité de Reconstrucción Nacional, creado en 1976. El noveno piso contiene papelería de instituciones de gobierno de ese año. En el espacio accesible al público se pueden visitar la hemeroteca y la biblioteca de la institución, así como el área de certificaciones, con partidas de nacimiento de 1934 a 1979 de los registros de la Municipalidad de Guatemala; sin embargo, no se cuentan con registros auxiliares de San Pedrito, Santa Rosita, La Lavarreda y Canalitos, ni otros municipios de la República de Guatemala.

## Servicio público
Durante muchos años el acceso al archivo fue gratuito y prácticamente libre. Pero debido al robo y daño causados a varios documentos se empezó a restringir su uso y a exigir un registro de usuarios.
Además, desde 2006 se empezó a cobrar por los servicios de reproducción, acceso a computadoras o escaneo de piezas. Pese a su importancia, el AGCA funciona con limitaciones ya que cuenta con poco presupuesto, escaso personal y equipo limitado.